# Опунт (Гърция)
Опунт или Опус (на старогръцки: Όποῦς Opús, Opus, Opunt) е древен гръцки град в регион Локрида в Средна Гърция.
Опунт е столица на Източна Локрида, наричана Опунтска Локрида. Градът не се намира на морето; той има пристанище с името Кинос. Опунт (Опус) е споменат от Омир на три места в Илиадата (2, 531; 18, 326; 23,85). Той е резиденция на малкия Аякс, един гръцки герой от Троянската война. През 426 пр.н.е. градът е разрушен от земетресение. През 208 пр.н.е. градът е завладян и ограбен от цар Атал I от Пергам. През 106 г. градът претърпява тежко земетресение. През Късната античност и през 8 век градът е епископско седалище. През 10 век епископията не съществува, понеже градът е напуснат от жителите му през 9 век и се преселват в Аталанти във Фтиотида.
От Опунт произлиза платоникът-философ от 4 век пр.н.е. Филип Опунтски.